# Điện Mặt Trời Đức Huệ
Điện Mặt Trời Đức Huệ là cụm nhà máy điện Mặt Trời xây dựng trên vùng đất huyện Đức Huệ, tỉnh Long An, Việt Nam.
Điện Mặt Trời TTC Đức Huệ 1 có công suất lắp máy 49 MW, xây dựng tại xã Mỹ Thạnh Bắc, huyện Đức Huệ, khởi công ngày 31 tháng 8 năm 2018, dự kiến hoàn thành tháng 5 năm 2019. Dự án có diện tích 51 ha.
TTC Đức Huệ 1 là nhà máy điện Mặt Trời xây dựng đầu tiên ở tỉnh Long An.
Điện Mặt Trời TTC Đức Huệ 2 có công suất lắp máy 49 MWp, trên diện tích đất khoảng 58 ha, đang trong giai đoạn chuẩn bị khởi công.
Chủ sở hữu là Tập đoàn Thành Thành Công.

## Công trình liên quan
Tại khu D xã Mỹ Thạnh Bắc, ngày 21 tháng 9 năm 2018, Công ty cổ phần Nhựa Châu Âu đã khởi công xây dựng nhà máy điện Mặt Trời Europlast Long An có công suất lắp máy 50 MWp, diện tích hoạt động khoảng 58,66 ha, dự kiến hoàn thành phát điện trước tháng 6 năm 2019.